# John M. Chambers
John Mckinley Chambers (* 28. April 1941 in Toronto) ist ein kanadischer Informatiker und Statistiker. Er ist bekannt für die Entwicklung der Statistiksoftware S (1976) und deren Nachfolger R.
Chambers studierte an der University of Toronto mit dem Bachelor-Abschluss 1963 und an der Harvard University mit dem Master-Abschluss 1965 und der Promotion in Statistik 1966. Danach war er an den Bell Laboratories als Supervisor für Statistik. 1966/67 war er Gastprofessor am Imperial College London, 1969 an der Harvard University und 1971 an der Princeton University. 1981 bis 1983 leitete er die Abteilung Advanced Software bei Bell Labs und 1983 bis 1989 leitete er die Forschung im Bereich Statistik und Datenanalyse. Danach kehrte er bei Bell Labs wieder zur Forschung zurück. 1995 wurde er Distinguished Member of the Technical Staff und 1997 Fellow der Bell Labs. 2005 ging er in den Ruhestand. Seitdem lehrte er unter anderem an der University of Auckland, der University of California, Los Angeles, und der Stanford University.
Er ist Fellow der American Association for the Advancement of Science, der Association for Computing Machinery, der Royal Statistical Society, des Institute of Mathematical Statistics und der American Statistical Association und Mitglied des International Statistical Institute. 2004 wurde er Ehrendoktor der University of Waterloo. 1998 erhielt er den ACM Software System Award für die Entwicklung von S, wobei die Begründung lautete: „For The S system, which has forever altered how people analyze, visualize, and manipulate data.“

## Schriften
- Herausgeber mit Trevor J. Hastie: Statistical Models in S, Wadsworth and Brooks 1992
- Programming with Data: A guide to the S Language, Springer Verlag 1998
- mit anderen: Graphical Models for Data Analysis, Wadsworth International 1983
- mit Richard A. Becker: Extending the S System, Wadsworth 1985
- mit Richard A. Becker: S: an interactive environment for data analysis and graphics, Wadsworth 1984
- mit Richard A. Becker, Allan R. Wilks: The new S language: a programming environment for data analysis and graphics, Wadsworth and Brooks 1988
- Software for Data Analysis: Programming with R, Springer Verlag 2008
- Computational Methods for Data Analysis, Wiley 1977